# Dino Abbrescia
Bernardo Abbrescia, detto Dino (Bari, 18 agosto 1966), è un attore italiano.

## Biografia
Nato a Bari nel 1966, recita lungamente in teatro, per lo più con il Teatro dell'Elfo di Milano, per poi lavorare per il cinema e la televisione.
Tra i suoi lavori per il grande schermo, ricordiamo: LaCapaGira (2000), dove interpreta il ruolo di Minuicchio, piccolo spacciatore, a cui fanno seguito, tra gli altri, Il nostro matrimonio è in crisi, regia di Antonio Albanese, e L'anima gemella del regista pugliese Sergio Rubini, entrambi del 2002, Io non ho paura (2003), diretto da Gabriele Salvatores, Se devo essere sincera (2004) di Davide Ferrario, Manuale d'amore (2005) di Giovanni Veronesi, e 2061 - Un anno eccezionale (2007), regia di Carlo Vanzina.
Lavora anche in varie fiction televisive, tra cui le sit-com Via Zanardi 33 e Camera Café, la serie tv Il giudice Mastrangelo, Il giudice Mastrangelo 2 e La figlia di Elisa - Ritorno a Rivombrosa, e la miniserie TV Uno Bianca nel 2000.
Tra il 2008 e il 2009 lo vede impegnato come interprete nella lavorazione di due fiction per Mediaset La scelta di Laura e Intelligence - Servizi & segreti, diretti rispettivamente da Alessandro Piva e da Alexis Sweet.
Nel 2009 partecipa con il cortometraggio Uerra, che vede il debutto alla regia dell'attore Paolo Sassanelli, alla sezione "Corto Cortissimo" della 66ª Mostra internazionale d'arte cinematografica di Venezia.
Nel novembre dello stesso anno, partecipa al film Cado dalle nubi con Checco Zalone, dove interpreta la parte di Alfredo, il cugino omosessuale di Checco che vive a Milano.
Nel 2010 e 2011 interpreta l'ispettore Pietro Esposito in Distretto di Polizia 10 e Distretto di Polizia 11. Dal 2013 entra a far parte del cast  fisso di Squadra antimafia - Palermo oggi, dove interpreta il ruolo dell'ispettore Vito Sciuto.
Nel 2017 insieme a Fausto Maria Sciarappa è testimonial di Poste italiane nello spot di Banco Posta.
Il 23 gennaio 2019 torna a teatro con lo spettacolo autobiografico Raccondino con la regia di Susy Laude.
Nel 2020 partecipa al programma di Italia 1 Enjoy - Ridere fa bene condotto da Diego Abatantuono e Diana Del Bufalo.

## Vita privata
È sposato con la collega Susy Laude, conosciuta sul set di La scelta di Laura, e che gli ha dato un figlio, Nico.

## Filmografia

### Cinema

Abbrescia in Il nostro matrimonio è in crisi (2002)

- Ospiti, regia di Matteo Garrone (1998)
- La vita è una sola, regia di Eugenio Cappuccio, Massimo Gaudioso e Fabio Nunziata (1999)
- La vespa e la regina, regia di Antonello De Leo (1999)
- A domani, regia di Gianni Zanasi (1999) – assistente alla regia
- Fuori di me, regia di Gianni Zanasi (1999)
- Estate romana, regia di Matteo Garrone (2000)
- LaCapaGira, regia di Alessandro Piva (2000)
- Senza Filtro, regia di Mimmo Raiomondi (2001)
- L'anima gemella, regia di Sergio Rubini (2002)
- Il nostro matrimonio è in crisi, regia di Antonio Albanese (2002)
- Io non ho paura, regia di Gabriele Salvatores (2003)
- Bell'epoker, regia di Nico Cirasola (2004)
- Se devo essere sincera, regia di Davide Ferrario (2004)
- La lettera, regia di Luciano Cannito (2004)
- La vita è breve ma la giornata è lunghissima, regia di Lucio Pellegrini e Gianni Zanasi (2004)
- Ora e per sempre, regia di Vincenzo Verdecchi (2004)
- Manuale d'amore, regia di Giovanni Veronesi (2005)
- Non pensarci, regia di Gianni Zanasi (2007)
- 2061 - Un anno eccezionale, regia di Carlo Vanzina (2007)
- Cardiofitness, regia di Fabio Tagliavia (2007)
- All Human Rights for All, registi vari (2008)
- Cado dalle nubi, regia di Gennaro Nunziante (2009)
- La Strategia degli Affetti, regia di Dodo Fiori (2009)
- Henry, regia di Alessandro Piva (2010)
- Il peggior Natale della mia vita, regia di Alessandro Genovesi  (2012)
- Un fidanzato per mia moglie, regia di Davide Marengo (2014)
- Sei mai stata sulla Luna?, regia di Paolo Genovese (2015)
- Non c'è 2 senza te, regia di Massimo Cappelli (2015)
- Nomi e cognomi, regia di Sebastiano Rizzo (2015)
- Io che amo solo te, regia di Marco Ponti (2015)
- Chi m'ha visto, regia di Alessandro Pondi (2017)
- Puoi baciare lo sposo, regia di Alessandro Genovesi (2018)
- Il bene mio, regia di Pippo Mezzapesa (2018)
- Compromessi sposi, regia di Francesco Miccichè (2019)
- Modalità aereo, regia di Fausto Brizzi (2019)
- Appena un minuto, regia di Francesco Mandelli (2019)
- Se mi vuoi bene, regia di Fausto Brizzi (2019)
- Cambio tutto!, regia di Guido Chiesa (2020)
- Tutti per Uma, regia di Susy Laude (2021)
- Bentornato papà, regia di Domenico Fortunato (2021)
- Sposa in rosso, regia di Gianni Costantino (2022)
- Succede anche nelle migliori famiglie, regia di Alessandro Siani (2024)
- 10 giorni con i suoi, regia di Alessandro Genovesi (2025)

### Televisione
- Uno bianca, regia di Michele Soavi – miniserie TV (2001)
- Il testimone, regia di Michele Soavi – miniserie TV (2001)
- Via Zanardi 33, regia di Antonello De Leo – sitcom (2001)
- Camera Café, regia di Christophe Sanchez – sitcom (2003)
- Doppio agguato, regia di Renato De Maria – miniserie TV (2003)
- Il giudice Mastrangelo – serie TV (2005-2007)
- La sacra famiglia, regia di Raffaele Mertes – miniserie TV (2006)
- A voce alta, regia di Vincenzo Verdecchi – miniserie TV (2006)
- La figlia di Elisa - Ritorno a Rivombrosa – serie TV (2007)
- Ho sposato una sirena, regia di Gennaro Nunziante (2008)
- La scelta di Laura – serie TV (2009)
- Intelligence - Servizi & segreti – serie TV (2009)
- Un paradiso per due, regia di Pier Belloni – film TV (2010)
- Distretto di Polizia – serie TV, 50 episodi (2010-2012)
- Un cane per due, regia di Giulio Base – film TV (2010)
- Squadra antimafia - Palermo oggi – serie TV, 40 episodi (2010-2016)
- La Compagnia del Cigno – serie TV (2019)
- Cops - Una banda di poliziotti – serie TV (2020-2021)

### Cortometraggi
- Prova d'attrice, regia di Claudio Corbucci (1999)
- Ultima spiaggia, regia di Gabriele Mainetti (2005)
- Un refolo, regia di Giovanni Arcangeli (2005)
- Come a Cassano, regia di Pippo Mezzapesa (2006)
- Uerra, regia di Paolo Sassanelli (2009)
- Il bando, regia di Gianluca Sportelli (2011)

### Web series
- 118, regia di Dominick Tambasco (2011)

## Programmi televisivi
- Dance Dance Dance 2 (Fox e TV8, 2018)
- Enjoy - Ridere fa bene (Italia 1, 2020)
- Alessandro Borghese - Celebrity Chef, puntata 2x31 (TV8, 2023)

## Teatro
- AIDS di Mario Fratti, regia di Marinella Anaclerio (1994)
- Corruzione al Palazzo di giustizia di Ugo Betti, regia di Ninni Bruschetta (1999)
- Céline. Rutti di gioia, regia di Enrico Ianniello e Tony Laudadio (2001)
- Office di Shan Khan, regia di Pierpaolo Sepe (2002)
- Katzelmacher di Rainer Werner Fassbinder, regia di Pierpaolo Sepe (2002)
- Raccondino, testo e regia di Susy Laude (2019)
- Vamos di Andrej Longo con Paolo Sassanelli, regia di Susy Laude (2022)
- Perfetti sconosciuti, testo e regia di Paolo Genovese (2023)